# ورنتن (اورگن)
ورنتن (به انگلیسی: Warrenton) شهری در شهرستان لین ایالت اورگن است و در سرشماری سال ۲۰۱۱ میلادی، ۵٬۰۵۰ نفر جمعیت داشته که نسبت به سال ۲۰۱۰، ۱٫۲۲ درصد رشد جمعیت داشته‌است.

## موقعیت جغرافیایی
موقعیت جغرافیایی شهرها و مناطق اطراف به شرح زیر است: